# Нововирківська сільська рада
Новови́рківська сільська́ ра́да — колишній орган місцевого самоврядування в Білопільському районі Сумської області. Адміністративний центр — село Нові Вирки.

## Загальні відомості
- Населення ради: 722 особи (станом на 2001 рік)

## Населені пункти
Сільській раді підпорядковані населені пункти:
- с. Нові Вирки
- с. Бабаківка
- с. Старі Вирки

## Склад ради
Рада складається з 12 депутатів та голови.
- Голова ради: Кириченко Станіслав Володимирович
- Секретар ради: Сагарєва Олександра Миколаївна

### Керівний склад попередніх скликань
| Прізвище, ім'я, по батькові       | Основні відомості                                                                       | Дата обрання | Дата звільнення |
| --------------------------------- | --------------------------------------------------------------------------------------- | ------------ | --------------- |
| Кириченко Станіслав Володимирович | Сільський голова, 1959 року народження, освіта вища, член Соціалістичної партії України | 26.03.2006   | 31.10.2010      |
| Кириченко Станіслав Володимирович | Сільський голова, 1959 року народження, освіта вища, член Партії регіонів               | 31.10.2010   |                 |

Примітка: таблиця складена за даними сайту Верховної Ради України